# Sargento Cabral (departamento)
Sargento Cabral é um departamento da Argentina, localizado na província do Chaco.